# الغواصة الألمانية يو دي-3

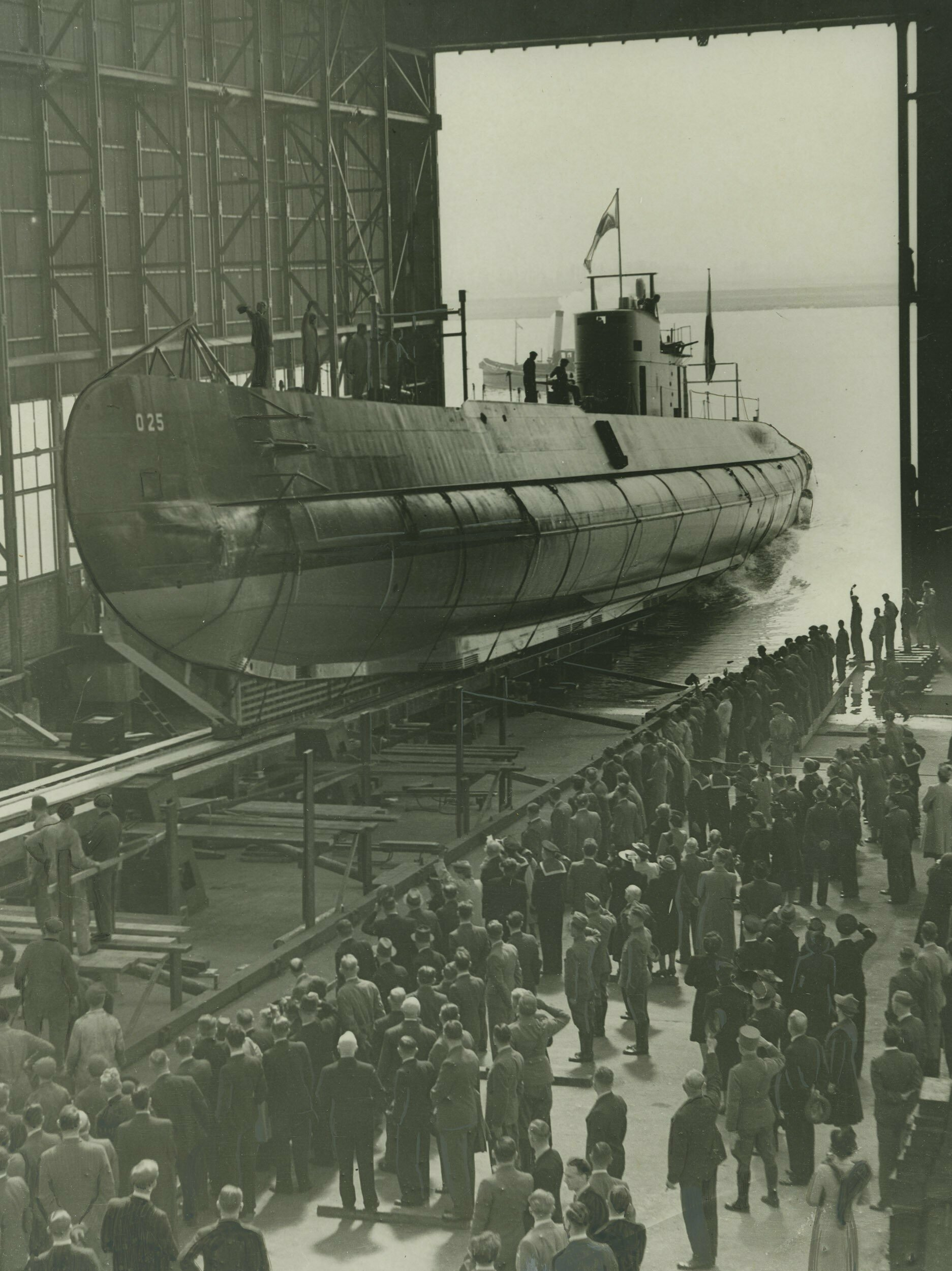
الغواصة الألمانية يو دي-3

يو دي-3 هي غواصة من فئة أوه 21. كانت غواصة بدء ببنائها كغواصة هولندية باسم كيه الخامسة والعشرون ثم تم إعادة تسميتها أوه 25 ولكن تم الإستيلاء خلال الغزو الألماني لهولندا في الحرب العالمية الثانية وكلفت للعمل في الحرية الألمانية النازيةكريغسمرين.

## تاريخ السفينة
تم طلب الغواصة في 28 يونيو 1938 وتم وضعها في 10 أبريل 1939 باسم كيه الخامسة والعشرون في ويلتون فيينورد، روتردام. أثناء البناء تم إعادة التسمية إلى أوه 25، وتم إطلاقها أخيرًا في 1 مايو 1940. بعد الغزو الألماني في 10 مايو 1940، تم إغراق الغواصة في نيوا فاترفيخ بالقرب من روتردام لأنه لم يكن هناك زورق سحب متاح لسحبها إلى المملكة المتحدة.
تم رفع القارب بواسطة الألمان وتقرر إصلاحه واستكماله للعمل فيالبحرية النازية فتم تكليفها في 8 يونيو 1941 باسم يو دي 3. 
من يونيو إلى يوليو 1941، كانت يو دي-3 بمثابة غواصة تجريبية في مدينة كيل تم إلحاقها بالأسطول الثالث. في يونيو/حزيران، نُقلت إلى الأسطول الخامس أيضًا في كييل حيث تم استخدامها كقارب للمدرسة. بقيت هناك حتى أغسطس من ذلك العام. من أغسطس 1941 حتى سبتمبر 1942، كانت الغواصة متمركزة في لوريان في فرنسا المحتلة وتلحق بالأسطول الثاني. في أكتوبر 1942 تم نقلها إلى الأسطول العاشر في لوريان حيث خدمت حتى فبراير 1943. 
عند القيام بدوريات قبالة الساحل الغربي لأفريقيا رصدت يو دي-3 وأغرقت 5,041 سفينة الشحن النرويجية إندرا في 26 نوفمبر 1942. 
في مارس 1943، تم نقل القارب إلى بيرغن في النرويج المحتلة وتم إرفاقه ببرنامج Uwe-boot Abwehr Schule ليتم استخدامه كقارب مدرسي حتى أكتوبر 1944.  تم إيقاف تشغيل يو دي-3 في 13 أكتوبر 1944 بعد تعرضه للتلف في غارة جوية على كييل. في 3 مايو 1945، تم إغراق الغواصة.

## قائمة المراجع
- Busch، Rainer؛ Röll، Hans-Joachim (1999). German U-boat commanders of World War II : a biographical dictionary. London, Annapolis, Md: Greenhill Books, Naval Institute Press. ISBN:978-1-55750-186-8.
- Gröner، Erich؛ Jung، Dieter؛ Maass، Martin (1991). U-boats and Mine Warfare Vessels. London: Conway Maritime Press. ج. 2. ISBN:978-0-85177-593-7. {{استشهاد بكتاب}}: |عمل= تُجوهل (مساعدة)